# Vilém IV. Bavorský
Vilém IV. (německy Wilhelm IV.; 13. listopadu 1493 – 7. března 1550) byl od roku 1508 do své smrti vévoda bavorský, do roku 1545 vládl společně se svým mladším bratrem Ludvíkem X. Narodil se v Mnichově Albrechtovi IV. a jeho manželce Kunhutě, dceři císaře Fridricha III.

## Život
Ačkoli jeho otec v roce 1506 uzákonil nástupnictví prvorozeného prince, Vilémův mladší bratr Ludvík odmítl nastoupit duchovní kariéru s odůvodněním, že se narodil před vyhlášením tohoto zákona. S podporou své matky a generálních stavů v roce 1516 donutil Viléma, aby ho přijal za spoluvládce. Ludvík pak vládl krajům Landshut a Straubing a obecně postupoval v souladu se svým bratrem.
Vilém zpočátku s reformací sympatizoval, ale změnil názor, když se v Bavorsku stala populárnější. V roce 1522 zakázal spisy Martina Luthera. Po dohodě s papežem Klementem VII. se v roce 1524 Vilém stal politickým vůdcem německé protireformace, ale zůstal v opozici vůči Habsburkům, protože jeho bratr Ludvík X. si nárokoval českou korunu. Oba vévodové také v roce 1525 v alianci se salcburským arcibiskupem potlačili rolnické povstání v jižním Německu.
Konflikt s Habsburky skončil v roce 1534, kdy se oba vévodové dohodli s Ferdinandem I. v Linci. Vilém pak v roce 1546 podporoval Karla V. v jeho válce proti Šmalkaldskému spolku, ale nepodařilo se mu zachovat si falcký kurfiřtský hlas. Vilémovým kancléřem byl po 35 let energický Leonhard von Eck.

## Kulturní činnost
Dne 23. dubna 1516 Vilém před výborem složeným ze šlechty a rytířů v Ingolstadtu vyhlásil své slavné nařízení o čistotě při vaření bavorského piva s tím, že lze použít pouze ječmen, chmel a vodu. Toto nařízení zůstalo v platnosti, dokud nebylo zrušeno jako závazná povinnost v roce 1986 předpisy Evropské unie, ale v Bavorsku se používá dodnes.
V roce 1523 zahájila nástupem Ludwiga Senfla svou činnost kapela, z níž pak vznikl Bavorský státní orchestr. Důležitá je Eckova bible, překlad bible, který vytvořil Johann Eck z Vilémova pověření. Tento biblický překlad z roku 1537 je teologicky namířen proti Lutherovi a počítá se ke katolickým opravným biblím. Je významný také z hlediska lingvistiky, protože používá bavorskou hornoněmčinu.
Vilém byl významný sběratel a objednavatel uměleckých děl. Mimo jiné si objednal důležitou řadu obrazů od různých umělců, včetně Bitvy u Issu od Albrechta Altdorfera. Ta je stejně jako většina Vilémovy sbírky nyní umístěna ve Staré pinakotéce v Mnichově. Nechal také rozšířit mnichovskou vévodskou rezidenzi a zřídit u ní zahradu. V roce 1546 nařídil se svým synem Albrechtem V. přestavbu paláce v Dachau z gotické ruiny na čtyřkřídlý palác v renesančním stylu, který se později stal oblíbenou rezidencí bavorských panovníků.
Vilém zemřel v roce 1550 v Mnichově a po něm na trůně následoval jeho syn Albrecht. Je pohřben ve Frauenkirche v Mnichově.

## Rodina a děti

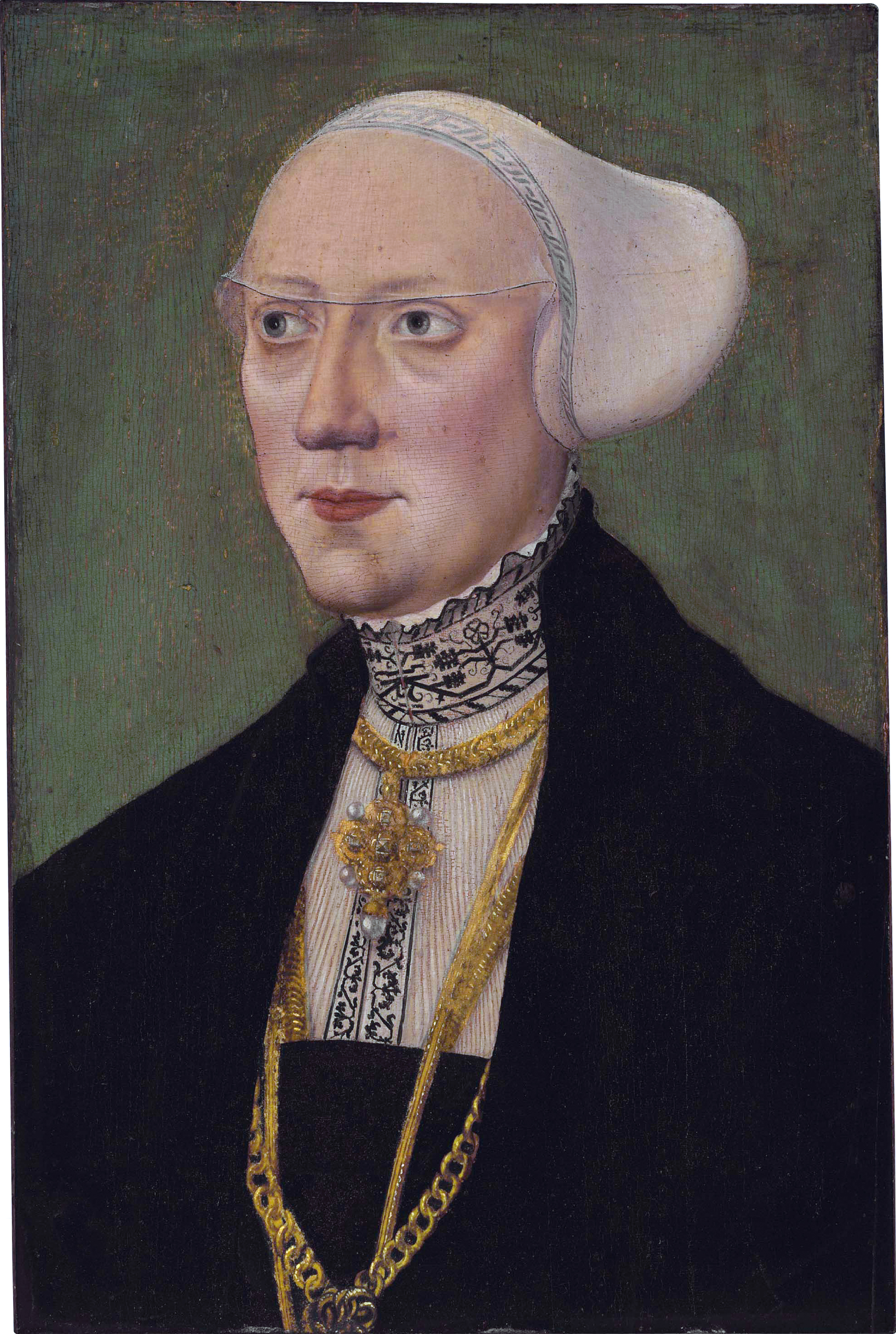
Jakobea Bádenská, manželka Viléma IV. (Hans Schöpfer st.)

V roce 1522 se William oženil s Jakobeou Badenskou (1507–1580), dcerou markraběte Filipa I. Bádenského a jeho choti Alžběty Falcké; měli čtyři děti:
- Teodor (2. října 1526 – 7. srpna 1534)
- Albrecht V. (29. února 1528 – 24. října 1579), bavorský vévoda ⚭ 1546 Anna Habsburská (7. července 1528 – 17. října 1590)
- Vilém (17. února 1529 – 22. října 1530)
- Mechtilda (12. července 1532 – 2. listopadu 1565), ⚭ 1557 Filibert (22. ledna 1536 – 3. října 1590), bádenský markrabě

Taktéž měl dvě nemanželské děti:
- Rytíř Georg z Hegnenbergu (kolem 1509–1590), matkou byla Margareta Hausnerová ze Stettbergu
- Anna (zemřela 1570) s neznámou ženou